# Torneo WTA de Praga 2015
El J&T Banka Prague Open de 2015 es un torneo profesional de tenis jugado en canchas de arcilla. Es la 6 ª edición del torneo que forma parte de los torneos internacionales del 2015 de la WTA. Se llevará a cabo en Praga, República Checa entre el 27 de abril y el 2 de mayo de 2015.

## Cabezas de serie

### Individual
| Tenista             | Ranking | Preclasificada |
| Karolína Plíšková   | 12      | 1              |
| Lucie Šafářová      | 13      | 2              |
| Barbora Strýcová    | 23      | 3              |
| Svetlana Kuznetsova | 24      | 4              |
| Alizé Cornet        | 28      | 5              |
| Irina-Camelia Begu  | 33      | 6              |
| Belinda Bencic      | 34      | 7              |
| Camila Giorgi       | 35      | 8              |

- Ranking del 20 de abril de 2015

### Dobles
| Tenista                              | Ranking | Preclasificada |
| Michaëlla Krajicek Karolína Plíšková | 69      | 1              |
| Lyudmyla Kichenok Nadiia Kichenok    | 137     | 2              |
| Vera Dushevina Andrea Hlaváčková     | 141     | 3              |
| Chuang Chia-jung Liang Chen          | 142     | 4              |

## Campeonas

### Individuales femeninos
Karolína Plíšková venció a  Lucie Hradecká por 4-6, 7-5, 6-3

### Dobles femenino
Belinda Bencic /  Kateřina Siniaková vencieron a  Kateryna Bondarenko /  Eva Hrdinová por 6-2, 6-2